# Elisa Orth
Elisa Souza Orth trabalha no Departamento de Química da Universidade Federal do Paraná no Brasil. Ela ganhou notoriedade em 2015, quando ganhou um prêmio da L'Oreal e da UNESCO por seu trabalho em enzimas artificiais. 

## Biografia
Orth nasceu em 1984. Seus pais eram cientistas e como uma menina, ela olhou para a obra de Jane Goodall como inspiração. Ela fez pós-graduação, mestrado e doutorado em química na Universidade Federal de Santa Catarina. Ela  passou da infância para a adolescência em laboratórios vendo o trabalho da mãe e do pai cientistas e em casa fazendo experimentos.  Dra. Orth começou a atuar em laboratório em 2002.
Ela e sua equipe de pesquisa na Universidade Federal do Paraná, (2015) procuram minimizar os danos causados por pesticidas. Eles estão olhando para nanocatalisadores que acreditam que podem agir como enzimas artificiais para remover os efeitos de pesticidas em alimentos. Seu trabalho levou ao desenvolvimento de nano-catalisadores para sensores multiusos. A mesma tecnologia enzimática também pode ser aplicada para remover os efeitos de doenças como câncer, fibrose, doença de Parkinson e doença de Alzheimer.
Em 2015, ela fazia parte do Programa de Pós-Graduação em Química, Catálise e Cinética de Laboratório, quando ela recebeu um prêmio Women in Science, criado pela UNESCO e a Fundação L'Oréal. O prêmio foi dado em Paris e ela foi escolhida entre centenas de concorrentes para receber o prêmio de 20.000 euros, por sua contribuição em tecnologia e a engenharia. Orth relata de que ela tenha sofrido discriminação na academia devido ao seu gênero, mas ela acredita que seu sucesso pode ser um modelo para as meninas para seguir sua carreira.
Ela foi reconhecida com o prêmio Women in Chemistry and Related Sciences, patrocinado pelo CAS, uma divisão da ACS, e pela Chemical & Engineering News. Elisa Orth soma 25 prêmios e títulos em seu currículo.

## Linhas de Pesquisa
- Físico-Química Orgânica
- Química Verde
- Agrotóxicos e Armas Químicas
- Funcionalização de nanomateriais
- Catálise
- Detoxificação química
- Desenvolvimento de enzimas artificiais, nanocatalisadores, biocatalisadores e catalisadores sustentáveis
- Sensor para pesticidas e armas químicas
- Segurança química

## Prêmios e títulos
- Prêmio L´Oréal-UNESCO-ABC Para Mulheres na Ciência, L´Oréal-UNESCO-ABC (2015)[1]
- PhosAgro/UNESCO/IUPAC Green Chemistry for Life Research Award, Tailândia, PhosAgro/UNESCO/IUPAC (2018)
- Brazilian Women in Chemistry and Related Sciences awards na categoria Jovem Cientista - American Chemical Society, American Chemical Society (2019)
- Element Chromium-Periodic Table of Younger Chemists in celebration of the 100th anniversary of IUPAC and the International Year of the Periodic Table, IUPAC (2019)